# Karl-Heinz Schnellinger
Karl-Heinz Schnellinger (Düren, 31 maart 1939 – Milaan, 20 mei 2024) was een Duits profvoetballer. Hij maakte als een van de eerste Duitse voetballers de overstap naar het buitenland. Over de grenzen groeide hij uit tot een van de meest succesvolle Duitse spelers in het buitenland. Met AC Milan won hij bijna alle prijzen die er op clubniveau te winnen waren. Daarnaast nam hij als een van de weinige voetballers deel aan vier wereldkampioenschappen. Schnellinger wordt als een van de beste Duitse verdedigers ooit beschouwd en werd meerdere malen uitgenodigd voor het Wereldvoetbalelftal en het Europees voetbalelftal. Daarnaast werd hij door Sir Stanley Matthews uitgenodigd bij zijn afscheidswedstrijd, waar hij onder andere meespeelde aan de zijde van Alfredo Di Stéfano.

## Clubcarrière

### Duitse periode
Schnellinger begon op tienjarige leeftijd met voetballen bij het plaatselijke SG Düren 99. Daar speelde hij bijna tien jaar, totdat hij in 1958 de overstap maakte naar 1. FC Köln. In Keulen groeide Schnellinger uit tot een vaste waarde en won hij met de club in 1962 de landstitel. Door zijn prestaties werd hij dat jaar verkozen tot Duits voetballer van het jaar. Bij de verkiezing van de Europees voetballer van het jaar eindigde hij op de derde plaats. Een jaar later stond 1. FC Köln opnieuw in de finale voor het kampioenschap, maar werd er met 3-1 verloren van Borussia Dortmund. Na het verloren duel verhuisde Schnellinger in 1963 voor een bedrag van 1,12 miljoen DM naar AS Roma. Hij werd daarmee de eerste Duitse voetballer die voor meer dan één miljoen Duitse mark van club wisselde.

### Italiaanse periode
Schnellinger was de vierde Duitser in de Serie A, maar debuteerde in Italië niet voor AS Roma. De Romeinen besloten de verdediger eerst een seizoen te verhuren aan AC Mantova. Na zijn terugkeer speelde hij slechts één seizoen voor Roma. AC Milan toonde interesse voor de verdediger en opnieuw maakte Schnellinger voor een miljoenenbedrag de transfer naar een Italiaanse topclub. Bij de Rossoneri groeide hij uit tot een onbetwiste basisspeler die met zijn club vele prijzen won. Na in 1967 de Coppa Italia te hebben veroverd, werd in 1968 de Scudetto behaald en de Europacup II ten koste van Hamburger SV. Een jaar later werd Ajax verslagen in de finale van de Europacup I. In 1969 werd ook de wereldbeker voor clubteams nog aan de palmares toegevoegd. Hoewel de club na dit succes enkele jaren droog stond, werd in 1972 en 1973 de Coppa Italia nog tweemaal gewonnen en was AC Milan in 1973 tevens te sterk voor Leeds United in de finale van de Europacup II. In 1974 stond Schnellinger voor de laatste maal in de finale van een Europacup. Het Oost-Duitse 1. FC Magdeburg wist echter te voorkomen dat AC Milan nog een Europacup II zou winnen.

### Terugkeer
Na de verloren finale keerde Schnellinger terug naar Duitsland, waar hij een contract ondertekende bij promovendus Tennis Borussia Berlin. De club stond onder leiding van de kapitaalkrachtige voorzitter Jack White, die de inmiddels 36-jarige Schnellinger binnenhaalde om directe degradatie te voorkomen. De verdediger kwam tot 19 duels maar wist niet te voorkomen dat de club als 17e eindigde en daardoor rechtstreeks terugkeerde naar de 2. Bundesliga.

## Interlandcarrière

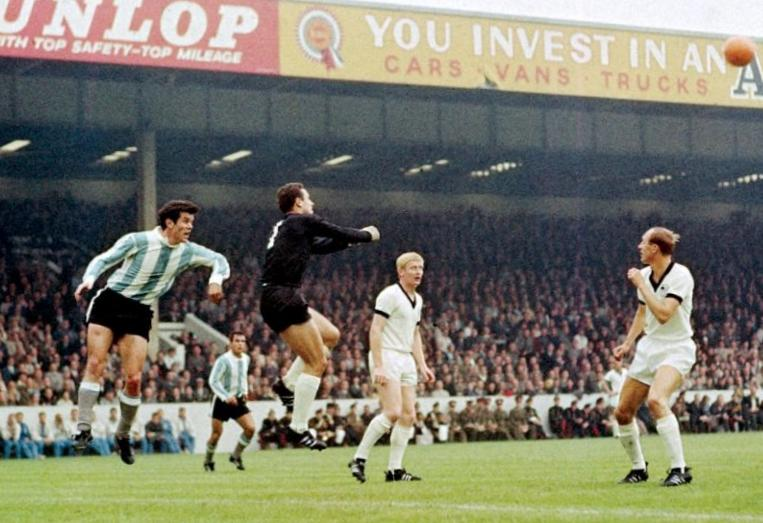
Schnellinger (tweede van rechts) op het WK '66.

Ondanks dat Schnellinger in 1958 op amateurniveau speelde, werd hij met negentienjarige leeftijd opgeroepen voor het nationale elftal. Hij debuteerde twee dagen na zijn verjaardag op 2 april tegen Tsjecho-Slowakije (3-2), als gevolg van een blessure bij Horst Szymaniak. Vanwege zijn goede optreden maakte hij daarna zijn opwachting op het WK in Zweden, waar West-Duitsland als titelhouder mocht aantreden. Daar speelde hij twee wedstrijden, waaronder de troostfinale tegen Frankrijk die met 6-3 werd verloren. In 1962 was Schnellinger opnieuw aanwezig op het WK, ditmaal in Chili. De verdediger maakte een solide indruk maar kon niet voorkomen dat West-Duitsland werd uitgeschakeld in de kwartfinale.
Vier jaar later speelde Schnellinger samen met Albert Brülls en Helmut Haller, die ook afkomstig waren uit de Serie A, op het WK in Engeland. Daar speelde West-Duitsland een sterk toernooi, onder meer door een solide defensie die tot aan de finale maar twee tegendoelpunten hoefde te incasseren. In de finale op Wembley bleek gastland Engeland echter in de verlenging met 4-2 te sterk.
Zijn laatste WK speelde Schnellinger in 1970 in Mexico. Daar baarde de verdediger opzien tijdens de halve finale tegen Italië, die in West-Duitsland de geschiedenis inging als de Wedstrijd van de eeuw. De Italianen waren in de achtste minuut op voorsprong gekomen dankzij Roberto Boninsegna en leken het duel te gaan winnen. In de blessuretijd van de tweede helft maakte Schnellinger echter nog gelijk. Hier kwam de gevleugelde uitspraak „Ausgerechnet Schnellinger …“ (Uitgerekend Schnellinger) uit voort omdat de verdediger al jarenlang actief was in de Serie A en nog nooit had gescoord voor West-Duitsland. Italië won het duel na verlenging uiteindelijk met 4-3. West-Duitsland sloot het WK als derde af na een 1-0-overwinning op Uruguay.
In 1971 sloot Schnellinger zijn interlandloopbaan af tegen Albanië. Zijn overstap naar Italië had ervoor gezorgd dat de verdediger 'slechts' tot 47 interlands kwam. Schnellinger werd namelijk vooral voor WK's opgeroepen en minder voor tussengelegen duels.
Schnellinger overleed op 20 mei 2024 op 85-jarige leeftijd.

## Erelijst
1. FC Köln
- Deutsche Fußballmeisterschaft: 1961/62

 AS Roma
- Coppa Italia: 1963/64

 AC Milan
- Coppa Italia: 1966/67, 1971/72, 1972/73
- Serie A: 1967/68
- Europacup II: 1967/68, 1972/73
- Europacup I: 1968/69
- Wereldbeker voor clubteams: 1969

Individueel
- Ballon d'Or: derde plaats in 1962
- Duits voetballer van het jaar (Fußballer des Jahres): 1962
- FIFA WK All-Star Team: 1962
- FIFA XI: 1963, 1967
- AC Milan Hall of Fame